# チルコ・マッシモ
チルコ・マッシモ（ラテン語: Circus Maximus キルクス・マクシムス，イタリア語: Circo Massimo）は、古代ローマ時代のキルクス（戦車競技場）跡である。

## 概要
ラテン語で「キルクス」は「競技場」を意味し「マクシムス」は「最大の」という意味で、ハリカルナッソスのディオニュシオスはこの施設のことを『ローマで最も美しく壮大な施設だ』と称えた。
チルコ・マッシモは、中央分離帯の柵が設けられただけのローマ帝国唯一の仮設木造競技場として古くから存在していた。カエサル以降の為政者達は壮大な常設競技場を作るために何度も改修や増築を行ってきた。その中でも特にトラヤヌスによって全面的に再開発された。
紀元前4世紀にはチルコ・マッシモの端に木造出走門が設けられ、紀元前196年にはルキウスが、鍍金した彫刻を入り口に設置した。また、中央分離帯（スピナ）にある「卵」（周回数カウント装置）が紀元前179年に修復されたという記録が残っていることから、この「卵」は古くから存在すると推測される。また、チルコ・マッシモが大きく発展したのはカエサルの時代以降であり、彼の時代には座席の前に観客を野獣から守るための幅3mの溝が設けられた。
アウグストゥスが設けた皇帝観覧席（プルウィナル）は、紀元（以下略）92年にドミティアヌスが完成させたドムス・フラウィアとつながるように後に改修された。また、アウグストゥスはエジプトの太陽信仰の中心都市だったヘリオポリスから紀元前13世紀のオベリスクを運び出し、中央分離帯に立てた。アウグストゥスの右腕であるマルクス・ウィプサニウス・アグリッパは、周回数カウント装置に青銅像を加えた。また、クラウディウスが巨大な石門を建造したが、競技場の他の部分は64年のローマの大火で焼失した。最後にトラヤヌスが競技場全体を巨大なモニュメントに改造した。主に瓦に覆われたコンクリート造りで、部分的に大理石や化粧漆喰で仕上げられたキルクス・マキシムスは想定収容人数30万人という世界最大の公共娯楽建造物になっていった。
ディオクレティアヌスの時代には、観客席の上層部が崩壊して1万3000人が死亡するという悲惨な事故が起こった。コンスタンティウス2世は357年にこの地を訪れた際に、ローマ最高のオベリスクを建てている。キルクス・マキシムスの跡地は現在も残っているものの、建材として利用するために数多く略奪され続けたため、競技場のコーナー部分などごく一部しか現存していない。
また、アヴェンティヌスの丘とパラティヌスの丘の間にあり、北隣は皇帝の官邸（パラティヌス）の施設群が、南東隣にはアッピア街道やラティーナ街道の起点であるカペーナ門があった。伝承によれば王政期ローマの王でエトルリア系とされるタルクィニウス・プリスクスによって建造されたとされる。その後、ガイウス・ユリウス・カエサルや後のローマ皇帝によって拡大されていった。チルコ・マッシモで最も有名なイベントは、映画『ベンハー』でもおなじみの戦車レースであった。現在は単なる野原となっている。
2006年7月9日に行われたサッカーのワールドカップで優勝したイタリア代表の祝勝会や、ロックバンドなどのコンサートが行われたり、現代でもイベント会場として利用されている。

### トラヤヌスの競技場
トラヤヌスが再建したチルコ・マッシモは帝政ローマ初期の歴史家ハリカルナッソスのディオニュシオスによれば全長600m、幅の平均は200mだった。長さ344mの石造中央分離帯（石造スピナ）には優勝記念碑や彫刻の他にも戦車が反時計回りに走るにあたり、周回数をカウントする七つの可動式「卵」装置が設置された。また、中央分離帯の両端にはメタエと呼ばれる折り返し地点を示す青銅製の円錐形柱が設置された。高さ35mと推測される階段状座席は三階建てになっており、一階はアーケード、二階は付け柱で構成された。
チルコ・マッシモは、野獣の見世物も行われた。凶悪犯や初期のキリスト教徒が野獣刑として杭に縛られて肉食獣の餌食になった。また、204年にはセプティミウス・セウェルスが特別な巨大船を作らせ、それを難破船と見立てて、船の崩壊とともに700匹の野獣を船から解き放ち、互いに戦わせる新たな見世物も披露した。このような血みどろの殺戮が行われない時は競技場は露天商や占い師、大道芸人であふれ、市場のようににぎわっていた。

## アクセス
- ローマ地下鉄B線 チルコ・マッシモ駅